# بوميكا أرورا
 بوميكا أرورا (مواليد 1988) عارضة أزياء هندية وظهرت على غلاف فوغ الهند فبراير 2016. أدت مظاهر بوميكا أرورا، إلى ظهورها في عدد من العروض الشهيرة بما في ذلك جان بول غوتييه وإيميليو بوتشي وفيندي وكينزو وبالمان وميسوني وألكسندر وانغ ومارك جاكوبس. إنها مفضلة لدى ستيلا مكارتني، بعد أن شاركت في عرض خريف / شتاء 2015 للمصممين ومنتجع 2016. أدى ظهورها على المنصة لهذا الموسم إلى ظهور أرورا في قائمة «أفضل 10 نماذج من الموسم» الخاصة بموقع ستايل.كوم أرورا تعتبر أول عارضة هندية له تأثير دولي منذ لاكشمي مينون.

## نشاتها
درست بهوميكا أورورا شهادة البكالوريوس في إدارة الأعمال من شانديغار.، ومع بدايتها في الحصول على درجة الماجستير في إدارة الأعمال رصدها مصور عرض سريعًا يأخذ أول لقطات احترافية لها. أرسلت هذه الصور إلى عدد من الوكالات العالمية الكبرى، حيث تم توقيعها في النهاية من قبل إيليت باريس والانضمام إلى وكالاتها المرتبطة بالشبكة مثل سوسايتي مانجمنت في نيويورك.

## روابط خارجية
- بوميكا أرورا على موقع دليل عارضات الأزياء (الإنجليزية)
- بوميكا أرورا في موديلز.كوم
- بوميكا أرورا على إنستغرام